# 泊島
泊島（とまりじま）は長崎県対馬市にある（かつての）島。赤島と地続き。

## 概要
赤島の北西部にある。かつては赤島と泊島との間は離れていたが、埋め立てにより陸続きになった。埋立地のところに赤島バス停がある。
- 泊島の埋め立て部分。左側が泊島、右側が赤島
- 泊島側に漁船が停泊する第一種赤島漁港